# António Luís Maria de Mariz Sarmento
António Luís Maria de Mariz Sarmento (Lisboa, 14 de Junho de 1745 - Lisboa, São Sebastião da Pedreira, Chafariz do Andaluz, 24 de Janeiro de 1822), 1.º Barão de Andaluz e 1.º Visconde de Andaluz, foi um militar português.

## Biografia
Era filho de Francisco Manuel de Mariz Sarmento, Fidalgo Cavaleiro da Casa Real, Cavaleiro da Ordem de Cristo, Tesoureiro Mor da Casa de Ceuta, Administrador dos Morgados de seus maiores, do Conselho de Sua Majestade, Secretário de Estado e Casa do Infantado, Moço da guarda-roupa do Infante D. António Francisco de Bragança, etc., e de sua segunda mulher Maria Ana Apolónia de Vilhena Coutinho.
Era neto pela via materna de D. Maria Inácia Clara Rosa de Vilhena Coutinho e de Rodrigo António da Costa Pereira de Gouvêa, Fidalgo da Casa Real e Cavaleiro Professo da Ordem de Cristo, 5.º Morgado da Roda ( Ponte da Barca), 3.º de S.José e Senhor da Casa do Terreiro em Arcos de Valdevez e sobrinho de Mariana Joaquina Pereira Coutinho.
Seguiu a carreira das armas, tendo atingido o posto de Tenente-General.
Acompanhou a Família Real para o Brasil e, aí, foi Governador da Ilha das Cobras.
Foi Fidalgo da Casa Real, Comendador da Real Ordem Militar de Nossa Senhora da Conceição de Vila Viçosa, da Real Ordem Militar de São Bento de Avis e da Real Ordem Militar da Torre e Espada.
Foi-lhe concedido o título de 1.º Barão de Andaluz, por Decreto de 13 e Carta de 22 de Maio de 1810 e o de 1.º Visconde de Andaluz, por Decreto de 17 e Carta de 24 de Dezembro de 1811, ambos por D. Maria I de Portugal, sendo Regente o Príncipe D. João.
Casou com Maria Bárbara do Vadre de Almeida Castelo Branco, filha de José António Vieira do Vadre, Cavaleiro da Ordem de Cristo, tetraneto de um Flamengo, e de sua mulher,  Ana Joaquina de Almeida Castelo Branco, irmã mais nova da 1.ª Senhora do Morgado da Luz, e deste casamento não houve descendência.